# Windows 10
Windows 10 is een besturingssysteem ontwikkeld en uitgebracht door Microsoft als onderdeel van de besturingssysteemfamilie Windows NT. Het werd uitgebracht op 29 juli 2015. Het is de eerste versie van Windows waar voortdurend feature-updates voor worden uitgebracht. Apparaten in bedrijfsomgevingen kunnen deze updates in een langzamer tempo ontvangen of alleen kritieke updates ontvangen, zoals beveiligingspatches, gedurende de tienjarige levensduur van uitgebreide ondersteuning.
Windows 10 introduceert wat Microsoft omschrijft als "universele apps", als uitbreiding op metrostijl-apps. Deze apps kunnen zo ontworpen worden dat ze werken op verschillende productfamilies van Microsoft (waaronder pc's, tablets, smartphones, embedded systems, Xbox One, Surface Hub en Mixed Reality) met bijna identieke code. De gebruikersomgeving van Windows werd herzien zodat deze geoptimaliseerd werd voor zowel de muis als touchscreens op basis van beschikbare invoerapparaten, met name op 2-in-1-pc's. Beide omgevingen bevatten een bijgewerkt startmenu waarin elementen van het traditionele startmenu van Windows 7 met de tegels van Windows 8 zijn verweven. De eerste release van Windows 10 introduceert ook een virtueel-bureaubladsysteem, een functie voor venster- en bureaubladbeheer met de naam Taakweergave, de webbrowser Microsoft Edge, ondersteuning voor inloggen door middel van vingerafdrukherkenning en gezichtsherkenning, nieuwe beveiligingsfuncties voor bedrijfsomgevingen en DirectX 12 en WDDM 2.0 om de grafische mogelijkheden van het besturingssysteem te verbeteren voor spellen.

## Geschiedenis

### Aankondiging
De ontwikkeling van Windows Threshold is gestart vlak na de voltooiing van Windows 8 en gelijktijdig met de ontwikkeling van Windows 8.1. Met de update zou er een stap worden terug gedaan van de Windows 8-visie door het startscherm optioneel te maken. Tijdens Build 2014 kondigde Microsoft enkele functies van "de volgende iteratie van Windows" aan, waaronder de terugkeer van het startmenu en de mogelijkheid om Modern UI-apps te draaien binnen het bureaublad.
Windows Threshold werd officieel aangekondigd op 30 september 2014 als Windows 10. Terry Myerson zei dat de volgende iteratie van Windows een threshold ("drempel") is voor Windows en het daarom niet juist zou zijn om het gewoon "Windows 9" te noemen. Ook grapte hij over de naam "Windows One", maar dat deze niet gebruikt kon worden vanwege Windows 1.0. Windows 10 werd aangekondigd als een logisch vervolg op zowel Windows 7 als Windows 8 met focus op zowel muis en toetsenbord als touch.

#### Naam
Het overslaan van Windows 9 gebeurde uit ideologische en technische redenen. Veel oude software gebruikt namelijk de naam van de Windows-versie om te controleren of het al dan niet werkt. Software die zoekt op "windows 9" verwacht echter niet Windows 9, maar Windows 95 of Windows 98. Dit leverde in vroege tests met Windows 9 compatibiliteitsproblemen op. Daar komt bij dat Windows 9 niet bij de Win9x-serie hoort, maar toebehoort aan de Windows NT-serie. Daarom besloot Microsoft Windows 10 als versienaam en als systeemnaam NT 10.0 te geven.

### Windows 10 "Threshold 1"

#### Technical Preview
De Windows Technical Preview werd aangekondigd op 30 september 2014, en vrijgegeven op 1 oktober 2014 als eerste preview voor Windows 10. Deze versie bevat het nieuwe startmenu en verbeterde startscherm. Ook de mogelijkheid om Modern UI-apps in de desktop te draaien is beschikbaar in deze update. Ook is er een nieuwe Task view. Verder zijn er nog andere verbeteringen doorgevoerd voor multitasking en werd de opdrachtprompt verbeterd. De preview zou regelmatig bijgewerkt worden met nieuwe updates. Op 13 oktober 2014 kondigde Joe Belfiore aan dat er meer dan 1 miljoen registraties voor Windows Insider waren en meer dan 200.000 feedbackberichten.
Op 20 oktober 2014 gaf Microsoft een tweede build uit, build 9860. Deze versie van Windows introduceerde het actiecentrum. Verder werd de Instellingen-app voorzien van nieuwe pagina's. Ook werd er ondersteuning toegevoegd voor verschillende mediaformaten en -containers, waaronder mkv. De update bracht ook een nieuw uiterlijk voor de vensters van WinRT-apps. Op 12 oktober gaf Microsoft build 9879 vrij, die verschillende opmerkingen van testers aanpakte. Zo werd het mogelijk om de zoek- en Task View-knop te verbergen. OneDrive gebruikte voortaan ook selective sync. Verder werd de Insider Hub geïntroduceerd, werd het uiterlijk van de vensters van WinRT-apps opnieuw veranderd en werd de ondersteuning voor de mkv-container verbeterd. Ten slotte maakte EdgeHTML zijn intreden in Internet Explorer als de nieuwe engine ter vervanging van Trident.

#### Technical Preview 2
Op 2 december lekte build 9888 van de Windows 10 uit. Op 14 december volgde build 9901. Microsoft heeft tijdens een evenement op 21 januari 2015 aangekondigd dat een nieuwe build zal worden vrijgegeven voor Windows Insiders in de dagen die volgen op het evenement. De nieuwe build is enkel bedoeld voor x86-apparaten. Build 9926 werd vrijgegeven op 23 januari 2015. Voor ARM-toestellen, zoals Windows Phone-toestellen, zou een update worden vrijgegeven in februari 2015. De nieuwe build bevat onder andere verschillende nieuwe "Universal Apps" (universele apps), die draaien op alle versies van Windows 10 voor zowel computers, tablets, smartphones als de Xbox. Ook zijn verschillende apps bijgewerkt. Ook is Cortana ingebouwd in de update, Continuum, een hybride van het startscherm en startmenu en het volledig vernieuwd Action Center. Instellingen en het Configuratiescherm zijn tot een enkele interface samengevoegd. Verder zijn er ook nog verschillende visuele wijzigingen doorgevoerd. De nieuwe versie maakt Windows geschikt voor nieuwe apparaten zoals de Microsoft Surface Hub en Microsoft HoloLens.
Op 18 maart 2015 gaf Microsoft de vijfde Preview vrij in de vorm van build 10041. Op 14 maart lekte build 10036 uit die al enkele van de aanpassingen bevatte. Build 10041 bevat onder andere een vernieuwd vergrendel- en inlogscherm. Ook zijn er enkele visuele updates doorgevoerd aan de taakbalk en start, en is meer van de functionaliteit van het oude startscherm hersteld in het nieuwe XAML-gebaseerd menu uit de voorgaande preview. Ook heeft Internet Explorer 11 opnieuw een update gekregen. Cortana is nu ook beschikbaar voor dezelfde markten als op Windows Phone 8.1, waar dat in de vorige versie enkel voor de Verenigde Staten was. Verschillende apps zijn ook bijgewerkt met nieuwe functionaliteit of andere verbeteringen. Op 31 maart 2015 gaf Microsoft build 10049 vrij als de zesde Preview, die enkel en alleen op Project Spartan focust, al brengt het ook een bijgewerkt Rekenmachine en Alarmen & klokken-app met zich mee. Dit is de eerste build van Windows waar Internet Explorer niet de standaardbrowser is sinds Windows 98.
De zesde preview werd door Microsoft vrijgegeven op 31 maart 2015 als build 10049. De build bevatte slechts enkele verschillen met de voorgaande preview omdat de focus volledig lag op het introduceren van Project Spartan (Microsoft Edge) in deze update. Behalve de introductie van Project Spartan werden ook verschillende apps voorzien van een update en werd het systeemvak van de taakbalk ook voorzien van nieuwe vensters. Op 23 april 2015 gaf Microsoft de zevende Preview vrij. Build 10061 komt met een nieuwe interface voor de desktop en verschillende verbeteringen aan het startmenu, Task View, het Action Center en verschillende andere onderdelen van de interface. Project Spartan werd bijgewerkt naar versie 0.11. Ook de Tablet Mode werd op verschillende vlakken verbeterd. Verder bevat deze build volledig vernieuwde versies van Mail, Kalender en de meeste MSN-apps.

#### Insider Preview
De Windows 10 Insider Preview is de 3de mijlpaal in de ontwikkeling van Windows 10. Build 10074 draagt als eerste build deze naam. De build bevatte enkele vernieuwingen aan het startmenu en de algemene interface. Zo kreeg de zoekbalk een verbeterde interface en werd Cortana geïntegreerd met het startmenu. Ook is het voortaan weer mogelijk om de tegels statisch te maken. Ook de Instellingen-app is verder uitgebreid en verschillende instellingen zijn uit het Configuratiescherm gehaald. Ook werden de oude geluiden vervangen door nieuwe.
Microsoft kondigde build 10074 met de nieuwe naam aan op Microsoft Build 2015, maar toonde ook een build die onder andere nog meer aanpassingen aan het startmenu doorvoert en verschillende verbeteringen aan de tabletmodus en verdere aanpassingen bevat aan de interface en apps die geleverd worden met Windows 10. Op 20 mei 2015 kondigde Microsoft aan build 10122 te gaan verspreiden met "verschillende verbeteringen". Dezelfde dag werd de build beschikbaar gesteld aan Windows Insiders. Build 10122 bracht een verbeterd startmenu voor tablets. Ook Cortana werd onder handen genomen. Verder werden verschillende apps gewijzigd, verwijderd en toegevoegd. Ten slotte kreeg Microsoft Edge een update met verschillende nieuwe features. Op 29 mei 2015 werd build 10130 uitgerold naar Windows Insiders, met verdere kleine wijzigingen in onder andere het startmenu en bugfixes. Een maand later, op 29 juni, werd build 10158 met meer stabiliteit uitgerold naar Windows Insiders en een dag later werd build 10159 ook aangekondigd. Vanaf 2 juli werd build 10162 aangeboden en op 9 juli 2015 build 10166.

#### Release
De RTM-versie van Windows 10 wordt vrijgegeven op 29 juli 2015. Computers draaiende op Windows 7/8.1 die zich hebben opgegeven voor het reserveren van Windows 10 zullen de update al eerder binnenhalen, maar kunnen Windows 10 pas installeren vanaf 29 juli 2015. Microsoft gaf build 10240 vrij als de eerste publieke kandidaat op 15 juli 2015 aan Windows Insiders. De build is afkomstig uit de zogenaamde "th1"-branch, wat staat voor "Threshold 1".
In tegenstelling tot vorige versies van Windows zal upgraden van de Previews naar de RTM-versie van Windows 10 zonder instellingen, programma's en bestanden te verliezen wel mogelijk zijn. Hoewel Windows 8.1 instellingen en bestanden kon overzetten via synchronisatie met OneDrive, kan Windows 10 dit volledig zelfstandig zonder tussenkomst van de dienst. Dat dit mogelijk is komt door het nieuwe updatesysteem in Windows, dat ook wordt gebruikt om te upgraden van de ene preview naar de ander.
De uiteindelijke consumentenversie van Windows 10 wordt gefaseerd vrijgegeven sinds 29 juli 2015, eerst naar de Windows Insiders, vervolgens als update naar overige gebruikers die oudere Windows-versies gebruiken en aan mensen die losse licenties willen kopen. Doorgaans wordt de tijd voor de vrijgave nog gebruikt om problemen in de RTM op te lossen, met als gevolg dat bij de lancering een "Roll Up" beschikbaar is. Bij Windows 8.1 bevatte die update ook enkele kleine wijzigingen in de mogelijkheden van Windows. Het zal voor het eerste jaar na lancering een gratis update zijn voor alle legale gebruikers van Windows 7 Service Pack 1 en Windows 8.1 Update. Zodra deze gebruikers overstappen, krijgen ze ook recht op de ondersteuning die Microsoft voor Windows 10 zal bieden. Bij de lancering werd Windows 10 vrijgegeven in 190 landen in 111 talen.

### Windows 10 November Update "Threshold 2"

#### Insider Preview
Op 18 augustus 2015 startte Microsoft het Windows Insider Program opnieuw op in de aanloop naar de herfstupdate voor Windows 10, onder de codenaam Threshold 2. Microsoft gaf build 10525 vrij aan Insiders. Deze build bracht onder andere een verbeterd geheugengebruik, nieuwe opties voor kleuren en een update aan Microsoft Edge. Op 27 augustus volgde de tweede Insider Preview voor Threshold 2. Deze update bevatte onder andere verbeteringen aan de interface, verdere uitbreiding van de ondersteuning van standaarden in Edge en een optie om feedback te delen met andere vanuit de Windows Feedback-app.
Op 18 september 2015 gaf Microsoft build 10547 uit. Deze bevatte enkele cosmetische veranderingen, zo werden verschillende pictogrammen vervangen met nieuwe pictogrammen in de Windows 10-stijl en kregen dropdownmenu's een nieuw ontwerp. En werden lichte contextmenu's getoond met een lichtgrijze achtergrond in plaats van wit. Ook werden enkele nieuwe privacyinstellingen toegevoegd aan de Instellingen-app, die ook enkele visuele updates kreeg, onder andere het gebruik van meer pictogrammen. Verder kan er nu gekozen worden op meer tegels te tonen in het startmenu. Ook werd Windows Sportlight voor Pro-gebruikers opnieuw beschikbaar gemaakt. Tabletgebruikers kunnen voortaan apps snappen vanuit de taakweergave. Ten slotte werd Microsoft Edge bijgewerkt naar versie 21.10547 met EdgeHTML versie 13.10547. Die bevat onder andere verbeterde ondersteuning voor HTML5, CSS3 en ECMAScript.
Op 12 oktober 2015 gaf Microsoft build 10565 vrij van Windows 10. Deze build bracht verschillende verbeteringen aan Microsoft Edge met zich mee, zoals synchronisatie van favorieten en de leeslijst, maar ook tabpreviews. Verder functioneert de achtergrondkleur van titelbalken nu meer zoals dat het geval is in Windows 8.1. Cortana werd voorzien van verbeteringen, waaronder het begrijpen van handgeschreven notities. Ook werd er verder gewerkt aan de interface: contextmenu's werden voorzien van een update en ook verschillende pictogrammen werden bijgewerkt naar de Windows 10-stijl. Ten slotte bevatte deze update ook de mogelijkheid om Windows 10 te activeren met licenties van Windows 7, Windows 8 of Windows 8.1. Microsoft voegde ook een extra versienummer toe aan Windows. Voor de November Update is dit versie 1511, wat staat voor "november 2015".
Op 29 oktober 2015 gaf Microsoft build 10576 vrij. Deze bevatte een update voor Edge waarmee media gecast kunnen worden naar andere apparaten en Cortana ook gebruikt kan worden tijdens het lezen van pdf's. Verder verbeterde deze update de implementatie van Hyper-V-ondersteuning in Hyper-V-machines. Wanneer gebruikers de standaard-apps wijzigen, krijgen ze nu ook een melding te zien met de vraag om alsnog de standaard-apps te gebruiken die bij Windows 10 worden geleverd. Verder bevat build 10576 vooral verbeteringen op stabiliteit. 10576 bevat ook enkele fundamentele wijzigingen in de manier waarop Windows wordt voorzien van een versienummer. Zo is het niet meer vereist dat builds voor het publiek deelbaar zijn door 16. Dit was een maatregel die was ingevoerd ten tijde van Windows Vista, zodat het nummer verhoogd kon worden met ieder Service Pack. Dit was echter niet meer nodig nadat Microsoft Service Packs afschafte na de release van Windows 7 SP1. Ook moet de eerste versie die op het publiek gericht is ook niet meer als deltanummer 16384 hebben, ook een maatregel die ingevoerd was in Windows Vista.

#### Release
Op 5 november rolde Microsoft build 10586 uit naar Windows Insiders. Deze build bevatte enkel kwaliteitsverbeteringen. De build werd later uitgerold naar Windows Insiders in de Slow Ring op 9 november 2015 en uiteindelijk begon op 12 november 2015 de uitrol van de eerste grote update voor Windows 10 naar de Current Branch. Deze update werd beschikbaar gemaakt voor Windows 10-gebruikers en gebruikers van Windows 7, 8 en 8.1 kunnen de update installeren als deel van de Windows 10-upgrade-installatie.

### Windows 10 Anniversary Update "Redstone 1"
Microsoft plant om in 2016 een grote updates voor Windows 10 vrij te geven onder de codenaam Redstone 1. Na de uitgave van de Windows 10 November Update begon Microsoft via een update Windows Insiders over te zetten van de branch "th2_release" (th2 staat voor Threshold 2) naar de branch "rs1_release" (rs1 staat voor Redstone 1) ter voorbereiding van het Windows Insider Program voor de update. Microsoft kondigde de update officieel aan op Build 2016 als de Windows 10 Anniversary Update.

#### Insider Preview
De eerste preview voor Redstone werd vrijgegeven op 16 december 2015. De update bracht voornamelijk verbeteringen aan de stabiliteit van Windows. De OneCore (de gedeelde kernel voor alle versies van Windows) werd voorzien van verschillende aanpassingen. Edge herintroduceerde experimentele ondersteuning voor videocompressieformaat VP9. Op 21 januari 2016 gaf Microsoft de derde Redstonebuild vrij in de vorm van build 11102. De build legde opnieuw de nadruk op OneCore, maar bracht ook een veelgevraagde functie naar Edge: een contextmenu op de terug- en volgende-knop. Op 27 januari 2016 volgde een vierde build met nummer 14251. Deze build bevat enkele herstellingen voor bugs en fundamenteel werk voor nieuwe functies. Ook besliste Microsoft om het buildnummer van Windows en Windows 10 Mobile gelijk te trekken, waardoor het buildnummer veel hoger is dan voorgaande updates. Op 3 februari 2016 gaf Microsoft build 14257 vrij dat opnieuw voornamelijk de focus legde op fundamenteel werk voor nieuwe functionaliteit.
Op 18 februari 2016 gaf Microsoft build 14267 vrij. Cortana bevat nu een knop om snelle toegang te verlenen tot de muziekdetectie. Verder werd Microsoft Edge voorzien van versie 14 van EdgeHTML, werd het download- en favorietenbeheer verbeterd en werden er verschillende vlaggen toegevoegd voor experimentele functionaliteit. Op 24 februari volgde build 14271. Deze build bevatte voornamelijk bugfixes, maar ook werden er enkele verbeteringen doorgevoerd aan het Actiecentrum. Op 4 maart 2016 gaf Microsoft build 14279 vrij, waarbij Cortana uitgebreid werd met ondersteuning voor Braziliaans-Portugees, Canadees-Frans en Mexicaans-Spaans. Verder werd het vergrendelscherm en inlogscherm vernieuwd.
Op 18 maart bracht Microsoft build 14291 uit van Windows 10. Edge werd in deze build voorzien van ondersteuning voor extensies. Ook kunnen gebruikers voortaan tabbladen vastmaken. Ook werden er verschillende verbeteringen doorgevoerd voor ingeven van data in het Japans. Ook voorzag Microsoft de Windows Kaarten-app van een nieuwe interface en verschillende nieuwe functies. Op 25 maart volgde build 14295, die uitsluitend gericht was op het herstellen van enkele problemen.
Op 6 april 2016 bracht Microsoft build 14316 uit met verschillende nieuwe wijzigingen. Enkele nieuwe functies die eerder werden aangekondigd op Build werden meegenomen in deze update: onder andere de Ubuntu-Bash voor Windows werd geïntroduceerd en ook werden de eerste reeks wijzigingen gemaakt aan het Actiecentrum. Zo kan de gebruiker voortaan de prioriteit van apps kiezen en het aantal notificaties dat een app mag tonen. Ook werd een functie geïntroduceerd om te schakelen tussen een donkere en lichte interface zoals al eerder was te vinden in Windows Phone. Edge werd verder bijgewerkt met een vernieuwde favorietenhub, verschillende nieuwe instellingen en de eerste grote update voor EdgeHTML 14, met nieuwe functies zoals Webnotificaties en kleureninput. De instellingen-app werd voorzien van een nieuwe startpagina en er werden verschillende nieuwe opties toegevoegd met betrekking tot personalisatie, apps, ontwikkelaars en Windows Update. Verder werd ook de Connect-app toegevoegd om gebruik te maken van Continuum for Phones op een Windows 10-machine en werd de volledige emoji-set van Windows vernieuwd en uitgebreid met nieuwe emoji's.
Op 22 april 2016 gaf Microsoft build 14328 vrij voor desktopgebruikers. De update bevatte opnieuw verschillende functies die aangekondigd werden op Build 2016. Zo bevat de build Windows Ink, een nieuwe interface speciaal voor gebruik met een pen. Universal Windows Platform Apps kunnen integreren met Ink om zelf een canvas te bieden om te schrijven. Ook werd het startmenu voorzien van een verbeterde interface. Het startscherm toont de Alle apps-lijst voortaan over het volledige scherm. Ook kunnen tabletgebruikers kiezen om de taakbalk te verbergen in tablet-modus. Het vergrendelscherm kreeg enkele visuele wijzigingen en kan voortaan ook direct toegang bieden tot Microsoft Cortana. Het Actiecentrum biedt voortaan ondersteuning voor notificaties met afbeeldingen. Op 26 april gaf Microsoft build 14332 vrij. Deze update moest vooral verschillende problemen oplossen, maar bevatte ook een verbeterde Command Prompt en Office 365-integratie in Cortana.
Op 10 mei rolde Microsoft per ongeluk build 14342 uit. Deze build was origineel bedoeld voor een uitrol op 11 mei. De nieuwe versie bevatte een verbeterde versie van Edge. Ook werd de Instellingenapp voorzien van verscheidene updates. De Windows Store kan voortaan extensies aanbieden voor apps, zoals Microsoft Edge. De interface werd ook op verschillende vlakken verbeterd zoals in het Actiecentrum en UAC. Verder bevatte de update verschillende oplossingen voor problemen in eerdere versies. Op 26 mei gaf Microsoft build 14352 vrij. Deze bevat verschillende verbeteringen aan Windows Ink. De Pro- versie kan nu ook worden geüpgraded naar de Enterpriseversie zonder opnieuw te moeten opstarten en Windows Update kan accountmigratie na het upgraden van de ene build naar de andere nu optioneel zelf afhandelen. Op 8 juni volgde build 14361, opnieuw werd Windows Ink voorzien van verschillende kleine verbeteringen en kregen het Actiecentrum en de Instellingen-app een visuele update.
Builds die gelanceerd werden sinds 14 juni - waaronder 14366, 14367, 14371, 14372, 14376, 14379, 14383, 14385 en 14388 - bevatten geen nieuwe functionaliteit maar focussen op verbeterde stabiliteit en betrouwbaarheid. Op 15 juli bracht Microsoft build 14390 uit.

#### Release
Op 29 juni 2016 kondigde Microsoft aan dat de Anniversary Update beschikbaar zal zijn voor Windows 10-gebruikers op 2 augustus 2016 nadat de update al werd uitgerold naar Windows Insiders. Op 18 juli bracht Microsoft build 14393 uit, de uiteindelijke update die ook zou uitrollen naar het publiek. Op 20 juli bracht Microsoft dezelfde build uit voor de Slow Ring, gevolg door een release naar de Release Preview Ring op 28 juli 2016. De officiële uitrol van de Anniversary Update zal geleidelijk aan gebeuren; niet iedereen krijgt direct de update voorgeschoteld. Voor Xbox One-gebruikers was de update beschikbaar vanaf 30 juli. Desktop- en Holographic-gebruikers kregen de update op 2 augustus aangeboden, terwijl Mobile in de weken daaropvolgend zou uitgerold worden.

### Windows 10 Creators Update "Redstone 2"
Op 29 juli 2016 kondigde Microsoft aan dat het Insider Programma verder zou gaan in augustus 2016 met een nieuwe reeks builds voor de volgende versie van Windows, die ontwikkeld wordt onder de codenaam Redstone 2. Microsoft toonde de Creators Update op 26 oktober 2016 op een Windows 10-evenement. Redstone 2 is de eerste van 2 updates die verwacht worden in 2017.

#### Insider Preview
Op 11 augustus 2016 gaf Microsoft build 14901 vrij, de eerste Redstone 2-build. Net als met de Anniversary Update begint Microsoft eerst met verdere aanpassingen aan OneCore. De update bevat ook een nieuw systeem voor het geven van tips aan gebruikers over nieuwe functies in Windows 10. In build 14905 begon ook het Actiecentrum notificaties te tonen om gebruikers te helpen bij het vinden van nieuwe functies in Windows. In latere builds bracht Microsoft verschillende verbeteringen aan aan Narrator.

## Apparaten

### Desktops, laptops en tablets
De standaardedities van Windows 10 (Home, Pro, Enterprise, Education en Pro Education) kunnen gedraaid worden op zowel desktops, laptops als tablets. Ook 2-in-1's zoals de Microsoft Surface vallen hier onder. Voor toestellen met een touchscreen kan Windows 10 zich dynamisch aanpassen via Continuum om beter te functioneren voor touchscreens of het gebruik van muis en toetsenbord. Windows 10 zal aan de hand van de hardware uitmaken of het gebruik moet maken van deze zogenaamde "tabletmodus" waarbij het startmenu en apps het volledige scherm innemen of dat het moet functioneren zoals in voorgaande versies van Windows zoals Windows 8.1 waar applicaties in een venster moeten draaien op het bureaublad.

### Smartphones
Windows 10 Mobile is de opvolger van Windows Phone 8.1. Het kan gezien worden als een editie van Windows 10 en is gebaseerd op dezelfde codebase. Smartphones met Windows Phone 8.1 en minimaal 8 GB geheugen kunnen upgraden naar Windows 10 Mobile, al zullen niet alle nieuwe functionaliteiten hierop werken.

### Xbox One
Microsoft bracht in november 2013 de Xbox One uit met een op Windows 8 gebaseerd (Windows NT 6.2) besturingssysteem. Na de aankondiging van Windows 10 werd ook bekendgemaakt dat de Xbox One een update zou krijgen naar Windows 10 (NT 10.0). Deze werd op 12 november 2015 uitgerold en bevatte een voor de Xbox One ontworpen dashboardinterface en verschillende nieuwe functies. Latere updates moeten ook Cortana en Windows Universal Apps naar de Xbox One brengen.

### HoloLens
Windows 10 is het eerste besturingssysteem dat ondersteuning biedt voor holografische interfaces, in combinatie met hardware zoals de Microsoft HoloLens. De eerste stabiele versie van Windows 10 Holographic werd op 2 augustus 2016 vrijgegeven voor de HoloLens.

## Ontwikkelingsproces
In tegenstelling tot eerdere versies van Windows, wordt Windows 10 anders ontwikkeld ten opzichte van de gebruikers. Zo gaf Microsoft eerder dan gewoonlijk toegang tot vroege testversies voor degenen die ermee aan de slag willen. Ook worden testversies vaker voorzien van updates. Waar Microsoft bij Windows 8 gemiddeld 4 maanden liet tussen nieuwe updates, is dit bij Windows 10 slechts enkele weken of soms dagen. In deze builds wordt vaker onafgewerkte functionaliteit meegenomen, zoals de zogenaamde z-apps. Dit zijn apps die nog volop in ontwikkeling zijn.

### Windows Insider
Windows Insider is een programma dat opgezet is voor personen die willen deelnemen aan het testen van Windows-builds tijdens de ontwikkelingsfase. Windows Insider geeft toegang tot de builds, staat gebruikers toe te updaten naar nieuwe builds en geeft toegang tot de Microsoft Feedback-app in Windows 10. Nieuwe builds worden niet volgens een specifiek patroon vrijgegeven, wel kunnen gebruikers kiezen om nieuwe versies direct te ontvangen als deze worden vrijgegeven of deze nog uit te stellen.

## Aanpassingen
Windows 10 bevat verschillende functies die in Windows 8.1 nog niet bestonden. Niet alle functies die hier genoemd worden zijn reeds beschikbaar in de Windows Technical Preview. Deze lijst is gebaseerd op kennis uit de eerder genoemde preview builds (zie Kort versieoverzicht) en aankondigingen van Microsoft, maar is nog onvolledig.

### Start
Windows 10 herintroduceert een startmenu. De functie werd al eerder aangekondigd tijdens Microsofts Build 2014-conferentie. Het startmenu werd ontwikkeld onder de codenaam "MiniStart". Het menu bestaat uit de traditionele lijst van apps aan de linkerkant en tegels aan de rechterkant. Gebruikers zijn vrij de grootte van het startmenu te bepalen: het kan laag en breed zijn, maar ook hoog en smal. Ook het formaat van de tegels kan worden aangepast zoals dat in het verleden mogelijk is geweest op het startscherm. In de 4de Technical Preview werden het startmenu en het startscherm samengevoegd. Het startmenu biedt een optie om het volledig scherm in beslag te nemen en zo het startscherm te worden.

### Continuum
Continuum is een modus waarbij Windows herkent wanneer of er al dan niet een toetsenbord aan een tablet, zoals de Microsoft Surface Pro 4, is gekoppeld. Windows zal vragen over te schakelen naar touchmodus als een toetsenbord wordt ontkoppeld, maar de gebruiker kan dit ook forceren. Indien de gebruiker het startmenu gebruikt in de desktopmodus, zal deze vervangen worden door een schermvullende interface in de vorm van het startscherm. Afhankelijk van het gebruikte scherm zullen tegels ook groter getoond worden. De taakbalk wordt hoger en meer gericht op touch. Zo wordt er onder andere een terug-knop toegevoegd aan de taakbalk, wordt het zoekveld verborgen onder een knop en worden de applicatiepictogrammen verborgen. Ook wordt het systeemvak breder en verbergt het alle niet-standaardpictogrammen. Apps openen gebeurt op het volledige scherm in plaats van in vensters en deze kunnen met een beweging naar beneden gesloten worden, ook zal Snap overschakelen op een meer app-georiënteerde interface. Zodra het toetsenbord weer wordt aangesloten vraagt Windows om terug te schakelen naar de normale modus.

### Bureaublad
Het bureaublad is voorzien van diverse nieuwe functies. Het is voortaan mogelijk om virtuele bureaubladen toe te voegen. Deze kunnen worden benaderd via de Task View, dat ook fungeert als een overzicht van alle openstaande programma's en de app-switcher en appbar uit Windows 8.1 vervangt. Verder kunnen "Universal Apps" worden geopend op het bureaublad in een venster, deze functie werd al aangekondigd op Build 2014. Ook Aero Snap is verbeterd: er kunnen nu vier apps per scherm worden gesnapt. Als een venster aan de linkerkant van het scherm wordt gesnapt en de breedte vervolgens wordt aangepast, zal de app die daarna wordt gesnapt alleen nog maar de overgebleven breedte in gebruik nemen. "Universal Apps" kunnen nu ook snelkoppelingen op het bureaublad hebben.
De Verkenner is uitgebreid met enkele kleine functies. Zo is er een knop toegevoegd om een bestand toe te voegen aan favorieten en kan er vanuit de Verkenner worden gedeeld. Beide functies zijn toegevoegd aan het lint. De startpagina van de Verkenner is ook aangepast en geeft voortaan een overzicht van recente bestanden en meest gebruikte mappen. Ook een veelgehoorde klacht over de iconen van Windows wordt in Windows 10 geadresseerd, de iconen die geïntroduceerd waren bij Windows Vista worden vervangen door nieuwe Modern UI-gebaseerde iconen met verbeterde ondersteuning voor hoge resoluties.
Verder zijn er nog diverse kleine wijzigingen aangebracht. Zo kan de prullenbak voortaan worden vastgepind aan de taakbalk. Om een venster te scrollen hoeft het ook niet langer actief te zijn, met de cursor in het venster gaan staan is genoeg. Ook zijn er enkele verbeteringen voor touchscreens doorgevoerd. Zo staan pictogrammen in het notificatie centrum verder uit elkaar op een touchscreen en wordt het virtueel toetsenbord voortaan automatisch getoond als er in een veld wordt getikt.

### Functies
Er is een Action Center (dat al bestond in Windows Phone) toegevoegd. Het Action Center doet onder andere dienst als notificatiecentrum. De functionaliteit is echter beperkt in build 9860 en 9879. In latere builds is het Action Center gelijk getrokken met het Action Center dat gevonden kan worden in Windows Phone 8.1 en verder uitgebreid. Zo kunnen voortaan alle quick settings worden getoond in het Action Center. Ook kunnen notificaties nu zelf acties bevatten.
De Opdrachtprompt is voorzien van een grote update, het is onder andere mogelijk om tekst te selecteren, kopiëren, knippen en plakken. Ook diverse andere functies zijn toegevoegd. Het virtueel toetsenbord geeft nu ook AutoComplete-suggesties. Ten laatste kunnen updates nu worden verwijderd via het bootmenu.
Ook bevat Windows 10 ondersteuning voor verschillende nieuwe mediaformaten. MKV-ondersteuning werd geïntroduceerd in de 2de Technical Preview, FLAC-ondersteuning werd aangekondigd voor de eerste update van 2015.

### Microsoft Edge
Windows 10 is de eerste versie van Windows in 20 jaar waarbij Internet Explorer niet de standaardbrowser vanuit Microsoft is. In plaats daarvan biedt Microsoft Microsoft Edge aan. Edge is volledig van de grond af aan opnieuw opgebouwd, terwijl EdgeHTML voor een klein deel is gebaseerd op het werk dat gedaan is in Trident. De browser biedt geen ondersteuning voor oude technologieën zoals ActiveX. Wel biedt de browser ondersteuning om te tekenen op webpagina's, Cortana-integratie en extensies.

### Apps
Verschillende apps zijn bijgewerkt naar recentere versies in vroege Technical Preview-builds. In latere builds werden apps voorzien van de design language van Windows 10, waar sommige apps meermaals een nieuw design voor kregen. Ook werden er verschillende functies toegevoegd aan de apps. Berichten en Kalender werden vervangen door een Outlook-app en de OneNote-app kreeg een nieuwe interface gelijkend aan de Office for Windows-apps. De Pc-instellingen-app werd hernoemd naar Instellingen en kreeg een nieuw ontwerp en een grote hoeveelheid aan nieuwe instellingen die eerder in het Configuratiescherm moesten worden aangepast.
Microsoft voegde verder enkele nieuwe apps toe aan Windows 10, waaronder de Xbox-app. Deze moet het mogelijk maken om games te streamen van een Xbox One naar een Windows-pc. Ook voegde Microsoft een ondersteuningsapp toe. Verder werden er twee apps voor Windows Insiders toegevoegd en werden er verschillende apps gemaakt die in recentere previews deel uitmaken van Cortana. Er werden daarnaast enkele apps verwijderd of geschrapt van de lijst van apps die zijn voorgeïnstalleerd, zoals Windows Leeslijst en Windows Lezer. Deze apps werden vervangen door Microsoft Edge.
In de November Update van Windows 10 voegde Microsoft opnieuw enkele apps toe aan de standaardapps van Windows 10. Dit waren Berichten, Telefoon, Skype Video en Sway. Verder werden de andere standaardapps voorzien van verschillende updates, die later ook uitrolde naar de originele versie van Windows 10.
In de Anniversary Update werd Skype Video verwijderd en werd de Skype-integratie uit Berichten en Telefoon gehaald ten voordele van een volledige Skype-app die op de lange termijn de desktopversie van Skype moet vervangen. Verder bevat de Anniversary Update ook een Connect-app voor smartphones met ondersteuning voor Continuum for Phones.

### Cortana
Cortana is een functie om internetinformatie te gebruiken en te verwerken. Cortana werkte eerder op sommige Windows 8.1-smartphones, maar wordt onderdeel van nieuwe Windows 10-versies. Het verenigt elementen van een zoekmachine met die van een persoonlijke assistent, omdat het bij kan houden waar een gebruiker naar zoekt, wat diens interesses zijn en waarnaar een gebruiker waarschijnlijk naar op zoek is. In regio's waar Cortana is geïmplementeerd (vooralsnog niet in Nederland en België) kan het worden gebruikt om surfgedrag te monitoren en de gebruiker op die wijze van voor hem/haar relevante informatie te voorzien. Ook reageert Cortana op spraakgestuurde vragen en opdrachten, en kan via Cortana een e-mail worden gedicteerd en verstuurd.

### Windows Ink
Windows Ink is een interface speciaal voor gebruik met een pen. Universal Windows Platform Apps kunnen integreren met Ink om zelf een canvas te bieden om te schrijven. De tool bevat verschillende functies zoals een potlood, stift en markeerstift. Ook biedt de Inking Workspace een meetlat voor het tekenen van rechte lijnen. Windows Ink bevat voorts een vernieuwde versie van Sticky Notes met Ink-ondersteuning en Cortana-integratie. Verder kunnen er ook screenshots mee gemaakt worden om er vervolgens notities op te schrijven. Ten slotte geeft de Inking Workspace een lijst van apps met Windows Ink-integratie.

### Windows Insider-apps
Er zijn twee apps specifiek bedoeld voor Windows Insiders aanwezig in de previewversies van Windows 10. Een daarvan is Windows Feedback. Deze app toont nu en dan een notificatie als een gebruiker een bepaalde handeling doet om er info (feedback) over te vragen: hoe makkelijk het was, wat er mis liep, enzovoorts. Een tweede app is de Insiders Hub, die werd geïntroduceerd in de 3e Windows Technical Preview. Deze app doet dienst als een informatiecentrum voor Windows Insider-gebruikers. De Windows Feedback-app heeft vanaf build 9926 een volledig nieuw ontwerp, waarschijnlijk na de kritiek die de app kreeg door diverse problemen en een slecht ontwerp.
In build 14291 verwijderde Microsoft de Windows Feedback- en Insider Hub-app ten voordele van de Feedback Hub. De Feedback Hub was een samentrekking van beide apps die voor Insiders als een volledig portaal moet dienen voor nieuws, quests en het sturen van feedback naar Microsoft. De app werd later meermaals bijgewerkt met onder andere ondersteuning voor het reageren op feedback.

### Activatie
In tegenstelling tot voorgaande versies van Windows werkt Windows 10 niet meer hoofdzakelijk met een productcode. Productcodes zijn blijven van toepassing als men voor de eerste keer een installatie van Windows 10 doorloopt die geen upgrade-installatie was van Windows 7 of 8.1. In plaats van een productcode registreert Windows de computer bij de Windows Store aan de hand van een hardware-ID, dat bestaat uit info over de CPU, het moederbord en, indien aanwezig, de Trusted Platform Module. Aan de hand van die combinatie wordt Windows bij latere installaties op dezelfde hardware via de Windows Store geactiveerd. Dit vereist een apparaat dat al voorzien is van een legitieme versie van Windows. In de November Update is het ook mogelijk gemaakt dat, indien dat niet het geval is, men Windows 10 kan activeren met een sleutel van Windows 7, 8 en 8.1.

## Systeemvereisten
De systeemeisen van Windows 10 zijn dezelfde als die voor Windows 8.1.
| Hardwarevereisten | Hardwarevereisten                                                                         | Hardwarevereisten |
|                   | Minimum                                                                                   | Noodzakelijk voor bepaalde functies |
| ----------------- | ----------------------------------------------------------------------------------------- | --- |
| Processor         | 1 GHz kloksnelheid IA-32- of x64-architectuur met ondersteuning voor NX bit, PAE en SSE2. | x64 architectuur Second Level Address Translation (SLAT) ondersteuning voor Hyper-V |
| Geheugen (RAM)    | 1 GB voor 32 bit-editie 2 GB voor 64 bit-editie                                           | 4 GB |
| Opslag            | 1507-1809:16 GB voor 32 bit-editie 20 GB voor 64 bit-editie 1903:32 GB                    | Niet van toepassing |
| Grafische kaart   | DirectX 9-graphics-apparaat WDDM 1.0 driver of hoger                                      | DirectX 10-graphics-apparaat WDDM 1.3-driver of hoger |
| Schermresolutie   | 800×600 pixels                                                                            | 1024×768 pixels |
| Invoer            | Muis en toetsenbord                                                                       | Multi-touchscherm |
| Overige           | Niet van toepassing                                                                       | UEFI v2.3.1 Errata B met Microsoft Windows Certification Authority in database Trusted Platform Module (TPM) 2.0 Internetverbinding Infraroodcamera Microfoon Vingerafdrukscanner InstantGo Wifi-adapter met ondersteuning voor Wi-Fi Direct |

## Overstap-mogelijkheden
Gebruikers van Windows 8.1, 8 en 7 kunnen upgraden naar Windows 10 met behoud van bestanden, instellingen en programma's. Windows 7-gebruikers kunnen een aparte update downloaden waarmee Windows Update het updateproces de update naar de Windows Technical Preview overneemt. Windows 8.1- en 8-gebruikers moeten het volledige pakket downloaden of een installatie-dvd gebruiken. Sinds de januari-update voor de Technical Preview kunnen zowel Windows 7- als Windows 8.1-machines via Windows Update worden bijgewerkt naar de Windows 10 Technical Preview en versies die daarop volgde.
Windows RT-gebaseerde apparaten kunnen niet updaten naar de Windows 10. Microsoft zou echter van plan zijn om een update uit te brengen voor Windows RT onder de naam van Windows RT 8.1 Update 3, maar gaf geen verdere details. Ook Windows Vista- en XP-gebruikers kunnen niks houden bij de overstap van hun besturingssysteem naar Windows 10. Een schone installatie is vereist.
- Windows 7 SP1 voor Windows 7
- Windows 8.1 Update voor Windows 8

### Gratis overstap
Op 1 juni 2015 begonnen Windows-installaties die in aanmerking komen om gratis over te stappen naar Windows 10 met behulp van het programmaatje GWX (Get Windows X) een melding te tonen aan gebruikers om zich te registreren om Windows 10 te installeren van zodra het beschikbaar zou komen op 29 juli 2015. Iedere editie van Windows 7 en 8.1 die in aanmerking komt zou worden opgewaardeerd naar zijn Windows 10-tegenhanger. Het aanbod om gratis over te stappen naar Windows 10 zou officieel ten einde komen op 29 juli 2016. In praktijk werd alleen een eind gemaakt aan de reclame en gratis overstappen op Windows 10 kan nog steeds. Sinds 30 juli 2016 tonen Windows-versies die in aanmerking komen geen GWX-pictogram meer in het Systeemvak.
| Windowsversie en -editie | Windows 10-editie |
| ------------------------ | ----------------- |
| Windows 7 Starter        | Windows 10 Home   |
| Windows 7 Home Basic     | Windows 10 Home   |
| Windows 7 Home Premium   | Windows 10 Home   |
| Windows 8.1 with Bing    | Windows 10 Home   |
| Windows 8.1              | Windows 10 Home   |
| Windows 7 Professional   | Windows 10 Pro    |
| Windows 7 Ultimate       | Windows 10 Pro    |
| Windows 8.1 Pro          | Windows 10 Pro    |

## Buitengebruikstellingsdatum
Volgens de plannen van Microsoft zal de laatste release van Windows 10 (versie 22H2), uitgebracht in oktober 2022, vanaf 14 oktober 2025 niet meer ondersteund worden met beveiligingsupdates. Consumenten en bedrijven die nog beveiligingsupdates willen blijven ontvangen, zullen hiervoor per computer gaan betalen.